# Euchaetes griseopunctata
Euchaetes griseopunctata är en fjärilsart som beskrevs av Barnes och Mcdunnough 1910. Euchaetes griseopunctata ingår i släktet Euchaetes och familjen björnspinnare. Inga underarter finns listade i Catalogue of Life.